# Oštri Zid
Oštri Zid falu Horvátországban Belovár-Bilogora megyében. Közigazgatásilag Berekhez tartozik.

## Fekvése
Belovártól légvonalban 25, közúton 30 km-re délre, községközpontjától 9 km-re délre, a Monoszlói-hegység keleti lejtőin, Šimljana és Gornja Garešnica között fekszik.

## Története
A régészeti leletek tanúsága szerint területe ősidők óta lakott. A falutól mintegy egy kilométerre északkeletre található a „Šančevi” nevű régészeti lelőhely, ahonnan az előkerült legrégebbi leletek az újkőkorszakból származnak. A felsőbb rétegekből bronzkori és középkori leletek is előkerültek. A stratégiai fekvésű helyen az egykori erődítéseknek ma is láthatók a nyomai. Ez alapján egyértelmű, hogy itt előbb egy őskori erődített település állt, melyet egészen a középkor végéig tovább erősítettek és használtak. Azt, hogy Ošrti Zid területe a középkorban is lakott volt alátámasztja egy 1732-es feljegyzés is, melyben egy a régi faluból származó nagyméretű épület maradványait említik a településen. A középkorban ez a vidék Garics várának uradalmához tartozott. A térséget 1544-ben megszállta a török. A lakosság az ország biztonságosabb területeire menekült.
A mintegy száz évnyi török uralom után az elhagyatott területre a 17. századtól folyamatosan telepítették be a keresztény lakosságot. Az első telepesek 1650 körül az ország délnyugati részéről érkeztek. 1774-ben az első katonai felmérés térképén „Dorf Ostrizid” néven szerepel. A Horvát határőrvidék részeként a Kőrösi ezredhez tartozott. Lipszky János 1808-ban Budán kiadott repertóriumában „Osterzid” néven találjuk.  
Nagy Lajos 1829-ben kiadott művében „Osterzid” néven 34 házzal, 103 katolikus és 82 ortodox vallású lakossal találjuk. A település 1809 és 1813 között francia uralom alatt állt.
A katonai közigazgatás megszüntetése után Magyar Királyságon belül Horvátország része, Belovár-Kőrös vármegye Garesnicai járásának része lett. A településnek 1857-ben 228, 1910-ben 395 lakosa volt. Lakói mezőgazdaságból, állattartásból éltek. 1918-ban az új szerb-horvát-szlovén állam, majd később Jugoszlávia része lett. 1941 és 1945 között a németbarát Független Horvát Államhoz, majd a háború után a szocialista Jugoszláviához tartozott. A háború után a fiatalok elvándorlása miatt lakossága folyamatosan csökkent. 1991-től a független Horvátország része. 1991-ben lakosságának 79%-a horvát, 14%-a szerb nemzetiségű volt. A délszláv háború idején mindvégig horvát kézen maradt. 2011-ben a településnek 102 lakosa volt.

## Lakossága
| Lakosság változása | Lakosság változása | Lakosság változása | Lakosság változása | Lakosság változása | Lakosság változása | Lakosság változása | Lakosság változása | Lakosság változása | Lakosság változása | Lakosság változása | Lakosság változása | Lakosság változása | Lakosság változása | Lakosság változása | Lakosság változása |
| ------------------ | ------------------ | ------------------ | ------------------ | ------------------ | ------------------ | ------------------ | ------------------ | ------------------ | ------------------ | ------------------ | ------------------ | ------------------ | ------------------ | ------------------ | ------------------ |
| 1857               | 1869               | 1880               | 1890               | 1900               | 1910               | 1921               | 1931               | 1948               | 1953               | 1961               | 1971               | 1981               | 1991               | 2001               | 2011               |
| 228                | 238                | 215                | 313                | 385                | 395                | 367                | 428                | 385                | 382                | 370                | 304                | 239                | 177                | 147                | 102                |

## Nevezetességei
A falutól egy km-re északkeletre egy nagy kiterjedésű régészeti lelőhely található. A lelőhely központi része egy 40-50 méter átmérőjű halom, mely körül jól látszanak a kör alakú árok és a téglából épített egykori védőfalak nyomai, melyek különösen délnyugati irányban terjednek ki, ahol az egykori erődítmény bejárata lehetett. A központi platón kívül végzett feltárások során még további két platót találtak, melyek közül az egyik a legnagyobbnak, a másik pedig a legmagasabbnak bizonyult. Az itt több rétegben talált leletek megerősítették azt a korábbi feltételezést, hogy ez a hely az újkőkortól fogva a középkor végéig bezárólag évezredeken át folyamatosan lakott volt. A legrégebbi leletek az i. e. 4000 körüli időből, míg a legkésőbbiek a 15. századból származtak.